# Жесан
Жесан (фр. Geyssans) насеље је и општина у источној Француској у региону Рона-Алпи, у департману Дром која припада префектури Валанс.
По подацима из 2011. године у општини је живело 647 становника, а густина насељености је износила 59,36 становника/km². Општина се простире на површини од 10,90 km². Налази се на средњој надморској висини од 435 метара (максималној 475 m, а минималној 242 m).

## Демографија
| 1962. | 1968. | 1975. | 1982. | 1990. | 1999. | 2011. |
| ----- | ----- | ----- | ----- | ----- | ----- | ----- |
| 248   | 261   | 263   | 308   | 408   | 468   | 647   |

График промене броја становника у току последњих година